# Uršna sela
Uršna sela – wieś w Słowenii, w gminie miejskiej Novo mesto. W 2018 roku liczyła 636 mieszkańców. 